# Mellsten, Esbo
Mellsten är en udde i Finland.   Den ligger i den ekonomiska regionen  Helsingfors  och landskapet Nyland, i den södra delen av landet, 9 km väster om huvudstaden Helsingfors.
Terrängen inåt land är platt. Havet är nära Mellsten åt sydost.  Närmaste större samhälle är Helsingfors, 8,7 km öster om Mellsten. 